# Tunis Open 2012
Il Tunis Open 2012 è stato un torneo professionistico di tennis maschile giocato sulla terra rossa. È stata la 7ª edizione del torneo che fa parte dell'ATP Challenger Tour nell'ambito dell'ATP Challenger Tour 2012. Si è giocato a Tunisi in Tunisia dal 30 aprile al 6 maggio 2012.

## Partecipanti

### Teste di serie
| Nazionalità | Giocatore             | Ranking* | Testa di serie |
| ----------- | --------------------- | -------- | -------------- |
| Spagna      | Marcel Granollers     | 26       | 1              |
| Francia     | Jérémy Chardy         | 59       | 2              |
| Tunisia     | Malek Jaziri          | 87       | 3              |
| Spagna      | Rubén Ramírez Hidalgo | 99       | 4              |
| Argentina   | Horacio Zeballos      | 115      | 5              |
| Estonia     | Jürgen Zopp           | 125      | 6              |
| Italia      | Alessandro Giannessi  | 128      | 7              |
| Turchia     | Marsel İlhan          | 129      | 8              |

- Ranking al 23 aprile 2012.

### Altri partecipanti
Giocatori che hanno ricevuto una wild card:
- Haithem Abid
- Marcel Granollers
- Skander Mansouri
- Lamine Ouahab

Giocatori che hanno ricevuto uno special exempt per entrare nel tabellone principale:
- Mirza Bašić
- Vincent Millot

Giocatori passati dalle qualificazioni:
- Antonio Comporto
- Riccardo Ghedin
- Gianluca Naso
- Laurent Rochette

## Campioni

### Singolare
Rubén Ramírez Hidalgo ha battuto in finale  Jérémy Chardy con il punteggio di 6–1, 6–4

### Doppio
Jerzy Janowicz /  Jürgen Zopp hanno battuto in finale  Nicholas Monroe /  Simon Stadler con il punteggio di 7–6(1), 6–3